# Zjednoczona Prawica
Zjednoczona Prawica – klub parlamentarny o charakterze prawicowym funkcjonujący w Sejmie VII kadencji i Senacie VIII kadencji, zrzeszający posłów i senatora Solidarnej Polski oraz Polski Razem. Do 6 marca 2015 działający pod nazwą Sprawiedliwa Polska.

## Historia
Powstanie Klubu Poselskiego Sprawiedliwa Polska ogłoszono 11 lipca 2014 (zarejestrowany został cztery dni później). Utworzyło go 12 posłów Solidarnej Polski Zbigniewa Ziobro (wcześniej tworzący własne koło) i 3 posłów Polski Razem Jarosława Gowina (uprzednio niezrzeszonych). Przewodniczącym klubu został prezes Polski Razem Jarosław Gowin, wiceprzewodniczącymi Beata Kempa i Arkadiusz Mularczyk z Solidarnej Polski oraz Jacek Żalek z Polski Razem, a rzecznikiem prasowym Patryk Jaki z Solidarnej Polski.
19 lipca 2014 Solidarna Polska i Polska Razem podpisały porozumienie o współpracy z Prawem i Sprawiedliwością, zakładające start tych partii z list PiS w kolejnych wyborach (samorządowych – do większości sejmików województw – oraz parlamentarnych), a także wystawienie wspólnego kandydata na prezydenta Polski (następna umowa koalicyjna Zjednoczonej Prawicy została podpisana 22 listopada 2019).
25 lipca 2014 do klubu dołączył senator Polski Razem Kazimierz Jaworski, w związku z czym Klub Poselski Sprawiedliwa Polska przekształcił się w Klub Parlamentarny. 29 listopada do klubu przystąpił bezpartyjny poseł Krzysztof Popiołek, zaś następnego dnia poseł Jarosław Żaczek z Solidarnej Polski został wybrany w wyborach samorządowych na burmistrza Ryk, w związku z czym wygasł jego mandat poselski.
6 marca 2015 klub Sprawiedliwa Polska przyjął nową nazwę „Zjednoczona Prawica”. Także Polska Razem Jarosława Gowina przyjęła wówczas nową pełną nazwę „Polska Razem Zjednoczona Prawica”. Klub ZP złożył wniosek o odwołanie niezwiązanej z żadnym klubem wicemarszałek Sejmu Wandy Nowickiej, sygnalizując wolę wystąpienia o własnego wicemarszałka (ostatecznie w lipcu Sejm nie zgodził się na włączenie wniosku do porządku obrad).
11 września 2015 liczba posłów klubu wzrosła do 16, poprzez przystąpienie do niego Andrzeja Kani, który przeszedł z PO do Polski Razem.
W wyborach parlamentarnych w 2015, zgodnie z umową, Solidarna Polska i Polska Razem wystartowały z list PiS, a wybrani z ramienia tej partii parlamentarzyści w nowej kadencji znaleźli się w klubie parlamentarnym PiS (mandaty w Sejmie w wyniku wyborów zdobyło 9 przedstawicieli Solidarnej Polski i 8 Polski Razem, a w Senacie 6 Polski Razem i 2 Solidarnej Polski).
W przestrzeni publicznej mianem „Zjednoczonej Prawicy” często określa się całą koalicję skupioną wokół PiS (od 2021 znajduje się w niej stowarzyszenie OdNowa RP, potem przyłączyło się do niej także stowarzyszenie Polskie Sprawy; wcześniej jej członkami były Solidarna Polska/Suwerenna Polska – od początku w 2014 do momentu wejścia w skład PiS w 2024, Polska Razem/Porozumienie – do 2021, Prawica Rzeczypospolitej – do wyborów w 2015 – ze względu na częściowe niedotrzymanie przez PiS umowy dotyczącej umieszczania kandydatów na listach uznała umowę z tą partią za zerwaną i powstała w 2021 Partia Republikańska, która w 2023 weszła w skład PiS; ponadto posłankami klubu PiS były członkinie Partii Republikańskiej działającej w latach 2017–2019, a w wyborach w 2023 z list PiS startowali także kandydaci ruchu Kukiz’15, który jednak powołał po nich własne koło poselskie).

## Parlamentarzyści

### Posłowie naSejmVII kadencji
stan na koniec kadencji
- Andrzej Dąbrowski (Polska Razem), wybrany z listy Prawa i Sprawiedliwości
- Andrzej Dera (Solidarna Polska), wybrany z listy Prawa i Sprawiedliwości
- Mieczysław Golba (Solidarna Polska), wybrany z listy Prawa i Sprawiedliwości
- Jarosław Gowin (Polska Razem) – przewodniczący klubu, wybrany z listy Platformy Obywatelskiej
- Patryk Jaki (Solidarna Polska), wybrany z listy Prawa i Sprawiedliwości
- Andrzej Kania (Polska Razem) – od 11 września 2015, wybrany z listy Platformy Obywatelskiej
- Beata Kempa (Solidarna Polska) – wiceprzewodnicząca klubu, wybrana z listy Prawa i Sprawiedliwości
- Arkadiusz Mularczyk (Solidarna Polska) – wiceprzewodniczący klubu, wybrany z listy Prawa i Sprawiedliwości
- Krzysztof Popiołek (bezpartyjny) – od 29 listopada 2014, wybrany z listy Prawa i Sprawiedliwości
- Józef Rojek (Solidarna Polska), wybrany z listy Prawa i Sprawiedliwości
- Andrzej Romanek (Solidarna Polska), wybrany z listy Prawa i Sprawiedliwości
- Edward Siarka (Solidarna Polska), wybrany z listy Prawa i Sprawiedliwości
- Tadeusz Woźniak (Solidarna Polska), wybrany z listy Prawa i Sprawiedliwości
- Jan Ziobro (Solidarna Polska), wybrany z listy Prawa i Sprawiedliwości
- Kazimierz Ziobro (Solidarna Polska), wybrany z listy Prawa i Sprawiedliwości
- Jacek Żalek (Polska Razem) – wiceprzewodniczący klubu, wybrany z listy Platformy Obywatelskiej

#### Wcześniejszy poseł na Sejm VII kadencji
- Jarosław Żaczek (Solidarna Polska) – do 3 grudnia 2014 (wybrany na burmistrza Ryk), wybrany z listy Prawa i Sprawiedliwości

### SenatorVIII kadencji
- Kazimierz Jaworski (Polska Razem), wybrany z ramienia Prawa i Sprawiedliwości